# Toad Hop
Toad Hop – jednostka osadnicza w Stanach Zjednoczonych, w stanie Indiana, w hrabstwie Vigo.